# Podogymnura
Podogymnura es un género de gimnuros endémicos de las Filipinas.

## Especies
Se reconocen las siguientes:
- Gimnuro espinoso: Podogymnura aureospinula Heaney & Morgan, 1982
- Gimnuro de Mindanao: Podogymnura truei Mearns, 1905